# Sessualità adolescenziale
Con sessualità adolescenziale ci si riferisce a tutto quell'insieme di sensazioni e comportamenti sessuali che via via si manifestano durante lo sviluppo psicofisico nell'adolescenza: è una fase e un aspetto della sessualità umana, che porta a conoscere meglio il mondo e a diventare pienamente una persona.
Quasi sempre i molteplici aspetti della sessualità divengono uno degli interessi fondamentale della vita intima degli adolescenti. Il comportamento sessuale specifico adottato dagli adolescenti viene, nella maggior parte dei casi, variamente influenzato dalle norme e costumi acquisiti relativi alla propria cultura e contesto sociale d'appartenenza, dalla particolare educazione familiare, dal proprio orientamento sessuale.
Negli esseri umani, il primo accenno di desiderio sessuale comincia ad apparire solitamente con l'inizio della pubertà, per poi manifestarsi e svilupparsi sempre più corposamente proprio durante il periodo dell'adolescenza: le prime espressioni sessuali possono allora assumere la forma dell'autoerotismo. La tipologia d'interesse sessuale (e anche la sua gradazione e intensità) negli adolescenti, così come d'altra parte anche negli adulti, può variare notevolmente da un individuo all'altro.
L'attività sessuale in generale può anche associarsi a diversi rischi, tra i quali gravidanze indesiderate e malattie sessualmente trasmissibili (fra tutte il virus dell'HIV). Le principali cause di gravidanze in età adolescenziale sono:
- La scarsa conoscenza del proprio corpo e dei meccanismi della riproduzione, causata dall'impossibilità di accedere a programmi di educazione sessuale per motivi di tipo socio-economico o culturale;
- Lo scarso livello di istruzione (le ragazze con livelli di scolarizzazione inferiori hanno 5 volte più probabilità di avere una gravidanza rispetto alle ragazze della stessa età che hanno accesso a studi superiori);
- Aspettative della famiglia o della comunità rispetto al ruolo della donna e alla maternità, come nel caso del matrimonio infantile, nell'ambito del quale si verifica la maggior parte delle gravidanze precoci, soprattutto nei paesi in via di sviluppo;
- Violenza sessuale.

## L'emergere della sessualità negli esseri umani
Fino all'inizio del XX secolo si dava per scontato che i bambini fossero in tutto e per tutto puri, angelici, ovvero perfettamente all'oscuro delle cose riguardanti il sesso. È stato Sigmund Freud il primo ricercatore che ha preso sul serio l'idea d'una sessualità infantile, sottolineando il fatto che è proprio durante l'infanzia e nella primissima adolescenza che si formano le basi psicologiche associate all'identità di genere e all'orientamento sessuale.
Notò che i bambini sono naturalmente interessati al corpo, proprio e altrui; in particolare dimostrano curiosità proprio nei confronti di tutto ciò che concerne la sfera sessuale. La sessualità nel bambino comprende una serie di "giochi" volti alla visualizzazione e ricerca dei propri ed altrui organi genitali.
Anche Kinsey nel suo rapporto ha studiato la sessualità del bambino per confermare l'idea iniziale freudiana; e per questo è stato sottoposto a dura critica fino a essere additato come molestatore di bambini.
Durante le scuole elementari l'interesse dei bambini per i giochi a sfondo sessuale si riduce, dal momento che in quel periodo la maggior parte dell'energia viene spesa per la conoscenza del mondo, ma può ancora rimanere a livello di curiosità. Solo a partire dall'adolescenza la sessualità diviene l'interesse principale; e con l'inizio della pubertà inizia ad apparire la libido.

## Aspetti della sessualità adolescenziale
Il desiderio sessuale è un aspetto universale fondamentale della fisiologia umana: può includere un semplice contatto di natura sessuale, fino a un vero e proprio rapporto intimo.
- L'aspetto più prettamente biologico della sessualità adolescenziale riguarda il meccanismo della riproduzione e degli organi fisici (pene, vagina) con cui si realizza[6]. Va esaminata, per definire la diversità di risposte (espressioni; disfunzioni) sessuali che si possono avere da individuo a individuo, oltre agli ovvi fattori meramente biologici, l'apparato neurologico[8], l'ereditarietà, le influenze ormonali, l'identità di genere e le espressioni più immediate della sessualità[6].
- emotivo: aspetto molto importante durante l'adolescenza e che comporta la comunicazione e lo scambio di sensazioni che avviene tra coetanei. Può essere espressa anche attraverso profondi sentimenti e senso di preoccupazione[9][10].
- psicologico: funge da fonte centrale della formazione sessuale dell'adolescente[11].
- sociologico: può riguardare questioni culturali, politiche e giuridiche[6]. La sessualità può essere d'altronde intesa come parte integrante della vita sociale, con regole implicite di comportamento in situazioni specifiche/particolari. L'aspetto socio-culturale, tra politica e mezzi di comunicazione, esplora l'influenza delle norme sociali sulla sessualità.[10]
- filosofico: può comprendere le componenti morali, etiche e più strettamente religiose o attinenti a considerazioni spirituali[6][10].

L'aspetto emotivo, sociologico e filosofico possono far sorgere senso di colpa, senso di inadeguatezza, desiderio di potenza, orgoglio morale.

### Elementi del comportamento sessuale degli adolescenti
I comportamenti sessuali degli adolescenti indicano e includono le pratiche attive in cui i più giovani vivono ed esprimono la propria sessualità. Essi comprendono una vasta gamma di attività:
- strategie per trovare od attrarre un partner sessuale: si esprime con il corteggiamento, processo mediante il quale un/una giovane sceglie un potenziale partner, cioè colui o colei con il/la quale si vorrebbe entrare in un rapporto di maggior intimità fisica[4].
- l'interazione comunitaria ricreativa (luoghi di ritrovo e divertimento): esprime la socializzazione dell'adolescente e l'appartenenza al gruppo di riferimento (attraverso anche l'abbigliamento, modi di parlare o atteggiarsi etc).
- l'intimità fisica ed emotiva
- il vero e proprio contatto intimo[3] con conseguente piacere sessuale.

Il piacere sessuale negli adolescenti, così come anche negli adulti, nasce da ogni tipo di attività sessuale che comporta soddisfacimento erotico durante il rapporto, fino a giungere all'orgasmo.

## Forme di attività sessuale tra gli adolescenti
L'attività sessuale può essere effettuata in differenti forme, tra cui:
- Autoerotismo: attività sessuale che non coinvolge un'altra persona in qualità di partner. Può comprendere la masturbazione (la quale può essere rigorosamente solitaria o svolgersi in compagnia di amici coetanei[10]) e altre forme d'autosoddisfacimento del desiderio sessuale[6]. Alcune pratiche autoerotiche riguardanti l'ambito BDSM (auto-bondage etc) possono comportare rischi rispetto alla sicurezza fisica o causare lesioni[6].
- Eterosessualità: è il rapporto amoroso o di attrazione fisica realizzato tra individui di sesso opposto.
- Omosessualità: è il rapporto amoroso che coinvolge due individui dello stesso sesso.
- Bisessualità: alcuni individui possono sentire un sentimento amoroso e/o attrazione fisica verso i componenti di entrambi i sessi, alternativamente o contemporaneamente. Si parla in tal caso di propensione verso una sessualità che include sia il sesso opposto sia il proprio stesso sesso.
- Astinenza sessuale, ovvero la rinuncia temporanea a svolgere qualsiasi tipo di attività sessuale.

In certi casi, infine, alcune persone non sembrano essere a proprio agio all'interno del proprio corpo, anzi sentono d'appartenere al genere che non corrisponde al proprio corpo fisico (ha un corpo maschile ma sente d'appartenere in tutto e per tutto al genere femminile, o viceversa): si può parlare in tal caso di transgender e transessualità.
Vari movimenti religiosi e/o politici hanno da sempre cercato d'influenzare o regolare i cambiamenti inerenti alle pratiche sessuali, ma nella maggior parte dei casi non vi sono mai riusciti.

## Fattori che possono influenzare il comportamento sessuale degli adolescenti
Oltre ai fattori biologici, sui comportamenti sessuali pesano vari altri fattori; le norme culturali dominanti della società d'appartenenza ad esempio; un vero e proprio controllo sociale che in certi casi può verificarsi; le norme giuridiche in uso nei vari paesi che stabiliscono l'età del consenso; l'opinione (che diventa autorità) della maggioranza dei coetanei; il personale orientamento sessuale e per finire l'educazione sessuale ricevuta.
Con educazione sessuale s'intende il sistema di misure informative mediche ed educative volte a insegnare a bambini, adolescenti e giovani adulti il giusto atteggiamento da prendere sulle varie questioni riguardanti la sessualità umana: come parte di una categoria più ampia di "educazione della persona", l'educazione sessuale ne è una parte fondamentale.

### L'influenza della cultura dominante
All'interno di molte società, per motivi storici, culturali o di tradizione religiosa, alcune delle attività sessuali umane sono definite come inappropriate: prima fra tutte l'omosessualità, ma anche la masturbazione, il sesso orale e quello prematrimoniale, l'adulterio, sono state spesso e volentieri etichettate come immorali, "contro natura" o illegali e pertanto perseguite e condannate dalla legge (religiosa e/o civile).

#### Influenza dei mass media
I moderni mezzi di comunicazione di massa contengono molti più messaggi sessuali che in passato; gli autentici effetti di questo fatto sul comportamento sessuale adolescenziale rimangono per lo più sconosciuti. Una sparuta minoranza delle scene di sesso presenti all'interno della programmazione televisiva discutono ed affrontano le conseguenze negative che possono portare comportamenti sessuali a rischio. Internet può fornire agli adolescenti di oggi, tutta la sessualità ed eventuale violenza sessuale possibile ed immaginabile, accompagnata però da scarsissime informazioni in materia di sanità.

### L'influenza delle norme sociali
Il comportamento sessuale delle persone, almeno in parte, è diretto da norme sociali prodotte dalla cultura dominante; queste possono variare ampiamente da luogo a luogo. Le norme sociali definiscono la morale (quello che si può e quello che non si può fare) e le conseguenti regole normative riguardanti l'espressione della sessualità. Le regole di etica sessuale vengono in tal modo immesse all'interno d'una conformità di legge.
In quasi tutte le società è considerato un grave crimine quando qualcuno viene costretto a impegnarsi in attività sessuali contro il proprio consenso: si parla in tal caso di stupro.
Le leggi che disciplinano l'età minima in cui una persona è considerata matura per dare il proprio consenso per intraprendere un'attività sessuale sono spesso oggetto di dibattito politico e morale, così come lo è anche il comportamento sessuale degli adolescenti in generale. In alcune società vi sono circostanze in cui un'aggressione sessuale, quando seguita da un matrimonio riparatore, non è più considerata reato.

### L'influenza delle norme giuridiche
Un adolescente può agire come soggetto di attività sessuale, o essere sottoposto ad atti sessuali da parte di altri adolescenti o adulti: alcune di queste attività sono vietate in gran parte dei paesi del mondo. Altre pratiche sessuali vengono limitate o completamente vietate dalla legge vigente, in quanto l'abuso sessuale da parte di un adulto nei confronti di un adolescente è considerato un atto diretto contro le norme acquisite della società.
Ad esempio l'attività sessuale con minori in molte giurisdizioni viene riconosciuto come un autentico atto criminoso: le leggi non consentono lo svolgimento di attività sessuali con persone sotto l'età del consenso, né in forma gratuita né tanto meno per denaro (equivalente alla prostituzione). Pertanto la condotta sessuale tra adulti e adolescenti di età inferiore a quella locale è del tutto illegale.
Qualsiasi rapporto sessuale, completo o meno, intrattenuto con una persona di età inferiore a quella data dall'età del consenso è un reato che può portare all'accusa di «corruzione di minorenne» (tempo addietro in Italia esisteva anche l'accusa di plagio). In alcuni casi l'attività sessuale compiuta con qualcuno al di sopra dell'età del consenso ma ancora al di sotto della maggiore età può essere punibile se induce il minore ad atti delinquenziali (spaccio di droga, induzione o sfruttamento della prostituzione, pornografia minorile).
La legge istituita dai paesi circa l'età del consenso sessuale riguarda l'età minima in cui un individuo è considerato legalmente in grado di dare il proprio consenso informato a qualsiasi tipo di rapporto sessuale richiestogli da parte di un adulto.
In molte giurisdizioni i rapporti sessuali tra adolescenti con differenza d'età minima (tra i 2 e i 5 anni) non è vietata, sempre che non vi sia stata violenza: in tutto il mondo la media dell'età del consenso s'aggira intorno ai 16 anni, passando dai 13 dell'Argentina ai 16-18 degli Stati Uniti.
In alcune giurisdizioni l'età minima del consenso perché il minore possa intrattenere rapporti omosessuali è differente rispetto a quella prescritta per gli atti eterosessuali. L'età del consenso in genere è stabilita in qualche anno di meno dalla maggiore età (maggiorenne). Infine l'età alla quale ci si può legalmente sposare è a volte diversa da quella dell'età del consenso.
In alcuni paesi islamici qualsiasi tipo di attività sessuale al di fuori del matrimonio è vietata e severamente punita.

## Altri aspetti giuridici dell'attività sessuale degli adolescenti
L'attività sessuale può anche includere in alcuni casi un abuso; ciò che è stato fatto sotto coercizione rientra nell'ambito della violenza sessuale (stupro) ed equivale alla distruzione dei diritti fondamentali e del rispetto dovuto naturalmente a ogni essere umano.
Altri esempi di questa tipologia possono essere l'omicidio per gelosia-abbandono-tradimento; la pedofilia quando equivale a una vera e propria aggressione sessuale da parte d'un adulto nei confronti di un bambino/a, la pedopornografia infantile. in rarissimi casi anche la violenza sessuale nei confronti di animali.
Abuso e forma di crudeltà è considerato anche quando un adolescente, con violenza, minaccia o coercizione, diviene oggetto di gratificazione sessuale da parte di altri adolescenti: si può inoltre verificare abuso quando un adulto mostra senza pudore i suoi organi genitali o materiale pornografico con l'intento di portare l'adolescente a qualche forma d'attività sessuale.
Esiste poi l'abuso sessuale da parte d'un membro della famiglia d'appartenenza (specificamente detto incesto), che può portare a gravi e duraturi traumi psicologici in chi li subisce in tenera età (soprattutto se il colpevole era una persona di fiducia: padre, zio, fratello maggiore). La maggior parte degli autori di violenza sessuale su minori sono persone note alle vittime, per il 30% è un parente stretto, per il 60% un conoscente o vicino di casa e solo per il 10% un perfetto estraneo: statisticamente subiscono aggressioni sessuali più le bambine o ragazze dei maschi.
La maggioranza delle violenze su bambini sono commesse da uomini, le donne rappresentano circa il 14% e adolescenti più grandi il 6% degli atti denunciati. La maggior parte di chi aggredisce sessualmente un bambino/a è definibile come pedofilo, anche se una parte di questi non soddisfa i criteri diagnostici per la pedofilia.

## Problemi di sicurezza nell'attività sessuale adolescenziale
Un comportamento sessuale che implica contatto con tessuti o fluidi sessuali (sperma) di un'altra persona, può causare rischio di infezioni: praticare l'astinenza o sesso protetto tende a evitarle.

### Gravidanze in età adolescenziale
Le adolescenti diventano fertili dopo il menarca (prima mestruazione), la quale si verifica mediamente verso i 12 anni, anche se può variare leggermente da ragazza a ragazza, non essendoci un momento preciso uguale per tutte in cui quest'evento debba accadere. Dopo il menarca, qualsiasi rapporto sessuale (soprattutto senza contraccezione) può portare a una gravidanza: a seguito di ciò può abortire o partorire.
Le adolescenti incinte affrontano gli stessi "problemi" che riguardano le donne più grandi, tuttavia vi possono essere in aggiunta altre preoccupazioni mediche, riguardanti in particolare le minori di 15 anni: i rischi possono essere connessi sia a fattori socioeconomici sia all'età biologica della neo-mamma. Tuttavia è dimostrato che il rischio di peso alla nascita sotto la media è collegato all'età della madre, anche dopo l'aggiustamento di altri possibili fattori di rischio (cure prenatali).
A livello mondiale i tassi di gravidanze tra le adolescenti hanno uno spettro di variabilità molto ampio. Ad esempio l'Africa nera ha un'altissima percentuale di madri adolescenti, mentre paesi industrializzati asiatici quali il Giappone e la Corea del Sud hanno tassi molto più bassi.
Le gravidanze adolescenziali all'interno dei paesi più sviluppati di stampo occidentale è di solito al di fuori del matrimonio, e porta ancor oggi una sorta di stigma sociale; le madri adolescenti mostrano avere un livello più basso d'istruzione accompagnato da un tasso più alto di povertà (indigenza) o disagio sociale. Nel mondo in via di sviluppo invece le gravidanze delle adolescenti si svolgono solitamente all'interno del matrimonio e non hanno tale stigma.

## Educazione sessuale
Educazione sessuale è un termine generico usato per descrivere quelle forme di istruzione circa l'anatomia sessuale umana, la riproduzione sessuale, i rapporti sessuali e tutto quel che concerne il comportamento sessuale umano; può includere anche altri aspetti della sessualità, come l'immagine corporea di sé, l'orientamento sessuale, gli incontri e le relazioni affettive-sentimentali.
I programmi di educazione sessuale variano anche di molto nei diversi paesi. In Francia ad esempio l'educazione sessuale fa parte dei programmi scolastici fin dal 1973: le scuole sono tenute a fornire da 3 a 4 ore settimanali di educazione sessuale e istruire sul corretto utilizzo del preservativo. In Germania l'educazione sessuale fa parte dei programmi scolastici fin dal lontano 1970; a partire dal 1992 è un dovere di legge governativo. Il tasso di natalità nel 2006 tra i 15 e i 19 anni è stato nella repubblica tedesca dell'1%, contro lo 0,2% della Corea del Sud e il 5,5% degli USA.
Nella maggior parte delle famiglie statunitensi sono i genitori gli educatori sessuali primari dei loro figli adolescenti: il 93% degli adulti intervistati è favorevole all'educazione sessuale nei licei, l'84% si dimostra sostenerla anche all'interno delle scuole medie. In effetti la quasi totalità dei genitori è sicura che una qualche forma di educazione sessuale nelle scuole renda più facile per loro parlare di sesso con i figli. Parallelamente il 92% degli adolescenti riferisce d'essere totalmente favorevole all'educazione sessuale impartita a scuola.
In Asia lo stato dei programmi di educazione sessuale si trovano a stadi diversi di sviluppo: Indonesia, Mongolia, Corea del Sud e Sri Lanka hanno programmi sistematici per l'insegnamento delle varie tematiche sessuali all'interno delle scuole. Malaysia, Filippine e Thailandia hanno valutato la possibilità d'istituire specifici corsi di formazione sessuale per gli adolescenti, con vere e proprie lezioni e distribuzione di materiali informativi: questo per esigenze di salute pubblica. L'India infine dispone di programmi mirati specificamente ai bambini delle scuole entro la fascia d'età tra i 9 e i 16 anni.
L'educazione sessuale può essere impartita, in vari modi e con diversi effetti, da genitori, amici, assistenti sanitari, programmi scolastici appositi, gruppi religiosi, media popolari.
In Italia non è mai esistito alcun tipo d'informazione né tantomeno educazione sessuale ufficiale, impartito cioè dalle istituzioni preposte all'istruzione dell'adolescente, ovvero le scuole.

## La prevalenza di attività sessuale tra gli adolescenti nel mondo
Nel 2002 è stato condotto un sondaggio internazionale con l'obiettivo di studiare approfonditamente il comune comportamento sessuale durante la fase adolescenziale: quasi 34000 quindicenni provenienti da 24 paesi differenti hanno compilato anonimamente un questionario. L'indagine ha rivelato che alla maggior parte mancava ancora qualsiasi tipo d'esperienza del rapporto sessuale (verginità) e, tra coloro che erano già sessualmente attivi, l'82% utilizzava un qualche tipo di contraccettivo. Vi sono, com'è del tutto logico immaginarsi, notevoli differenze tra un paese e l'altro.

### Stati Uniti
Cambiamenti radicali nell'espressione della sessualità adolescenziale trovano la loro origine nella rivoluzione sessuale degli anni sessanta e settanta. Nel 2007 il 47,8% degli studenti delle scuole superiori americane hanno ammesso di non aver ancora mai avuto rapporti sessuali; nel 1991 questo dato era al 54,1%.
Secondo una ricerca commissionata dall'NBC News l'87% dei ragazzi tra 13 e 16 anni era vergine ed il 73% di non aver avuto ancora alcun contatto intimo di natura sessuale: 3/4 di questi confessano di sentirsi ancora troppo immaturi e d'aver preso consapevolmente la decisione di aspettare.
Lo stesso sondaggio ha stabilito che solamente il 27% di loro s'era trovato coinvolto in qualche attività intima, l'8% aveva invece avuto un rapporto sessuale casuale. Altri studi affermano che a differenza che in passato gli incontri di tipo sessuale sono sempre più presenti nella vita dei giovani al di fuori del contesto d'una relazione sentimentale definita, in termini cioè puramente sessuali e senza alcun coinvolgimento emotivo. Un'altra ricerca del 2002 ha riportato «una tendenza sempre più precoce a iniziare l'attività sessuale».
Secondo l'American Academy di pediatria la precocità del sesso tra adolescenti può essere causata da una varietà di fattori, ritenendo comunque i mass media svolgere un ruolo molto significativo in tal campo: gli adolescenti statunitensi usano le fonti d'informazione massmediale (televisione, musica, cinema) come una delle principali fonti di conoscenza sopra la sessualità umana. Il tasso di gravidanza delle adolescenti americane è più alto rispetto a quello della maggioranza delle coetanee europee; negli anni 2000 ha subito una crescita sostenuta rispetto al decennio passato.
Quasi la metà dei nuovi casi di malattie trasmissibili sessualmente si verificano tra i 15 e i 24 anni, anche se attualmente questa fascia d'età rappresenta solamente 1/4 della popolazione sessualmente attiva; stimando poi che una adolescente su quattro abbia rapporti sessuali continuativi anche con diversi partner.
È stato anche segnalato un aumento del sesso orale tra gli adolescenti, che continua a essere più comune del rapporto completo: secondo lo stesso studio l'11% ha fatto sesso anale.
Nella fascia tra i 15 e i 19 anni degli adolescenti sessualmente attivi poi una percentuale che varia dall'83 al 91% dichiara di utilizzare almeno uno dei metodi di controllo delle nascite durante il rapporto; è sempre più presente tra i maschi la consapevolezza di dover utilizzare il preservativo.
La percentuale di studenti che dicono di utilizzare alcol e/o vari tipi di droga prima del sesso sembra diminuire negli anni 2000 rispetto al decennio precedente: nel 2007 era il 22,5% degli intervistati tra gli studenti di liceo ad ammettere questo comportamento a rischio.
Il 70% degli adolescenti statunitensi ha riferito d'aver ricevuto alcune o molte informazioni relative al «sesso sicuro» dai loro genitori o comunque all'interno dell'ambiente familiare: altre fonti di informazione includono amici, scuola, film e riviste. La scuola e periodici (femminili e non) sono preminenti come fonti ricercate più tra le ragazze.
Alcuni distretti scolastici infine hanno istituito programmi di educazione all'effettività accompagnati da disponibilità di profilattici all'interno dei licei: questi programmi, oltre alla distribuzione di preservativi (con relativo foglietto d'istruzione sul loro uso più corretto), riguardano anche informazioni sulle malattie a trasmissione sessuale, con il coinvolgimento anche del personale docente, degli operatori sanitari e delle famiglie degli allievi.
Gli studi hanno dimostrato che il mettere a disposizione preservativi all'interno delle scuole può ridurre il rischio di contrarre l'Aids e gravidanze precoci: in genere l'uso del condom è aumentato tra le giovani generazioni, mentre i comportamenti sessuali relativi sono rimasti più o meno gli stessi di prima dell'attuazione di tali programmi.
Il dibattito in corso in USA prosegue tra i sostenitori di una puntuale e completa educazione sessuale supportata da accurate informazioni mediche e coloro che considerano invece solo l'astinenza sessuale come punto fondativo basilare dell'educazione dei giovani americani.

### Gran Bretagna
Un sondaggio condotto nel 2006 da The Observer ha mostrato che gli adolescenti britannici ch'erano in attesa d'aver il loro primo rapporto sessuale erano di più rispetto a solo pochi anni prima: nel 2002 il 32% degli adolescenti faceva già sesso completo prima dei 16 anni, nel 2006 era solo il 20%. L'età media in cui un ragazzo o una ragazza perdevano la loro verginità era nel 2002 13 anni, mentre nel 2006 era cresciuta a 17: il calo più notevole si è verificato (tra coloro che hanno riferito d'aver avuto rapporti) tra i 14 e i 15 anni d'età.
Nel 2008 un'indagine condotta per Channel 4 ha dimostrato che il 40% di tutti i 14-diciassettenni sono sessualmente attivi, mentre un 6% ha affermato di voler attendere fino al matrimonio prima di copulare.
Tra i paesi dell'Europa occidentale, la Gran Bretagna è quello con uno dei tassi più alti di gravidanze tra le adolescenti, e le infezioni trasmesse sessualmente risultano essere in costante aumento. Un adolescente su nove tra quelli sessualmente attivi ha contratto infezioni da clamidia; nel 2006 The Independent ha riferito che la sifilide è la malattia sessuale in più costante aumento, seguita da condilomi acuminati e Herpes genitale.

### Canada
Un gruppo di ricercatori canadesi ha scoperto una relazione intercorrente tra autostima e attività sessuale: gli studenti, soprattutto femmine, respinti dai coetanei o sottostimati da insegnanti e/o genitori avevano maggiori probabilità rispetto agli altri d'avere rapporti sessuali non protetti prima del termine degli studi superiori.
I ricercatori ipotizzano che una bassa autostima aumenti la probabilità di avere incontri sessuali casuali: «la scarsa autostima sembra spiegare il nesso tra il rifiuto dei pari e sesso precoce. Ragazze con un'immagine di sé stesse molto bassa arrivano a vedere il sesso come uno dei modi più semplici per diventare più popolari e accettate dai compagni».